# Mount McCauley
Mount McCauley är ett berg i Antarktis. Det ligger i Östantarktis. Australien gör anspråk på området. Toppen på Mount McCauley är 1 493 meter över havet.
Terrängen runt Mount McCauley är huvudsakligen lite kuperad. Trakten är obefolkad. Det finns inga samhällen i närheten.